# Wushu ai Giochi mondiali 2022 - Jianshu e Qiangshu femminile
La gara del jianshu e qiangshu femminile di wushu ai Giochi mondiali 2022 si è svolta il 12 e il 13 luglio 2022 a Birmingham.

## Risultati
| Rank | Atleta               | Nazione       | Jianshu | Qiangshu | Totale |
| ---- | -------------------- | ------------- | ------- | -------- | ------ |
| 1    | Dương Thúy Vi        | Vietnam       | 9.513   | 9.527    | 19.040 |
| 2    | Winnie Cai           | Canada        | 9.190   | 9.150    | 18.340 |
| 3    | Seo Hee-ju           | Corea del Sud | 9.320   | 9.000    | 18.320 |
| 4    | Yana Poltoratska     | Ucraina       | 9.060   | 9.120    | 18.180 |
| 5    | Anastasia Chirliuc   | Israele       | 8.423   | 9.730    | 18.153 |
| 6    | Isabel Xin Ting Chua | Singapore     | DNS     | DNS      |        |